# دونكان دوغلاس
دونكان دوغلاس (بالإنجليزية: Duncan Douglas)‏ هو متسابق بياثل أمريكي، ولد في 22 نوفمبر 1965 في نيويورك في الولايات المتحدة.

## وصلات خارجية
- دونكان دوغلاس على موقع IBU (الإنجليزية)
- دونكان دوغلاس على موقع أوليمبيديا (الإنجليزية)